# Marcel Molle
Marcel Molle, né le 12 octobre 1902 à Aubenas et mort le 27 mars 1995 dans la même ville, est un homme politique français.

## Biographie
Marcel Molle voit le jour le 12 octobre 1902 à Aubenas, il est le neveu de Jules Molle qui est maire d'Aubenas puis député-maire d'Oran de 1928 à 1931.
Après des études juridiques avec en poche un doctorat en droit, Molle s'installe à Aubenas comme notaire. Il commence sa carrière politique en février 1945 en devenant Président du MRP Drôme-Ardèche et conseiller municipal de sa ville natale le 13 mai suivant, mais il échoue lors des cantonales de septembre contre le SFIO Jean Beaussier. L'année suivante, il fait son entrée au Sénat sous les couleurs du principal parti de droite avec 45,53 % des voix aux côtés du communiste Édouard Sauvertin. Lors des municipales de mars 1947, Marcel Molle est élu maire d'Aubenas en battant nettement le premier magistrat sortant Henri Constant, en raflant la totalité des sièges au conseil municipal. Sous sa municipalité, Aubenas se développe dans le secteur économique (un centre-ville très commercial) et démographique (8 654 h. en 1954 contre 10 000 h. en 1965), il signe aussi les jumelages avec les villes Schwarzenbek (Allemagne), Sierre (Suisse) et Zelzate (Belgique) en août 1955 puis avec Cesenatico (Italie), Delfzijl (Pays-Bas) en 1959 et grâce à son action sur le jumelage, la ville d'Aubenas obtient le Prix de l'Europe en 1963. De nouveau candidat aux  sénatoriales de 1948, il est facilement réélu alors que Sauvertin est battu par le radical Franck Chante. 
Marcel Molle s'investit beaucoup au Sénat et en Ardèche où avec Paul Ribeyre il est un des patrons de la droite départementale. Molle est réélu maire en mai 1953, alors qu'auparavant il a fait son entrée au conseil général l'Ardèche en représentant le canton d'Aubenas. De nouveau candidat aux sénatoriales de 1955, il est réélu pour un troisième mandat avec 436 voix et Marcel Molle soutient le retour du général de Gaulle en 1958 en votant pour les pleins pouvoirs avec la révision constitutionnel. Sous la Ve République, il est réélu maire d'Aubenas le 8 mars 1959 et Molle fait son retour au Sénat à la suite de son élection. Petit à petit, il s'oppose fermement à la politique gaulliste aux côtés de Paul Ribeyre et Jean Lecanuet mais il reçoit De Gaulle à Aubenas en 1961. De nouveau candidat aux municipales de mars 1965, il doit faire face à deux listes, la liste PCF de Robert Renoux et une autre DVD dirigé par André Chanéac, bien qu'arrivé en tête au premier tour, Molle est battu au second par la liste Chanéac qui obtient 21 sièges sur 23 et Marcel Molle ne peut pas siéger au conseil, du fait que seul Eugène Constant et Maurice Ribeyre sont élus sur sa liste. Bien que déçu, Molle continue sa carrière au Palais du Luxembourg et il soutient Lecanuet à la présidentielle de 1965 puis Alain Poher en 1969. Ses prises de positions lui font perdre son siège de sénateur en 1971.

## Détail des fonctions et des mandats
Mandat locaux
- 26 octobre 1947 - 21 mars 1965 : Maire d'Aubenas
- 7 octobre 1951 - 14 mars 1976 : Conseiller général du canton d'Aubenas

Mandat parlementaire
- 8 décembre 1946 - 8 décembre 1958 : Sénateur de l'Ardèche
- 26 avril 1959 - 1er octobre 1971 : Sénateur de l'Ardèche